# Acanthoscurria xinguensis
Acanthoscurria xinguensis är en spindelart som beskrevs av Timotheo 1960. Acanthoscurria xinguensis ingår i släktet Acanthoscurria och familjen fågelspindlar. Inga underarter finns listade i Catalogue of Life.